# Associació Republicana Militar
L'Associació Republicana Militar va ser una de les agrupacions clandestines militars amb caràcter polític que van proliferar en l'Espanya de la Restauració borbònica. Va ser creada a la fi de 1881 per un petit grup d'oficials de la reserva i aviat va aconseguir agrupar a una gran part dels militars demòcrates i republicans que havien participat durant els anys anteriors en les conspiracions contra la monarquia d'Alfons XII. El 1882 s'organitzaven sota l'autoritat del cap republicà progressista Manuel Ruiz Zorrilla. Dos anys més tard es van fondre amb una associació similar d'orientació republicana federal. El resultat va ser l'Associació Revolucionària Militar que va arribar a comptar amb més de 7.000 afiliats, tal com figura en els seus llibres d'associats. Aquesta nova associació va protagonitzar la revolta del 19 de setembre de 1886 a Madrid. Va ser l'últim senyal de vida del republicanisme militar. No obstant això, l'Associació Republicana Militar no es va dissoldre immediatament. En la dècada de 1890 pràcticament mancava d'activitat.

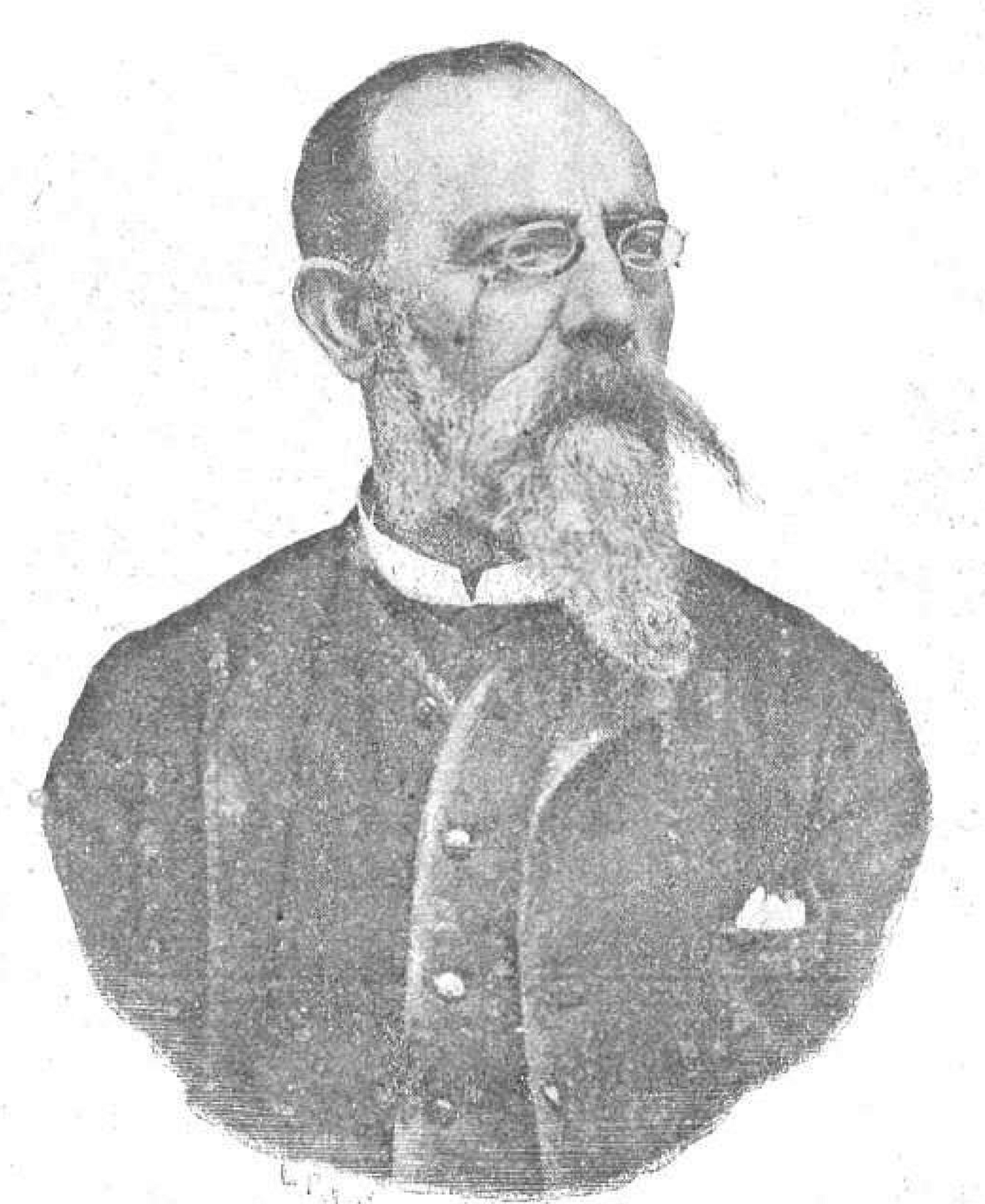
El brigadier Manuel Villacampa (seud. Pedro Mur) va ser de forma gairebé ininterrompuda president de l'Associació Republicana Militar.

## 1881-1883. Formació i primeres accions de l'ARM
Els primers reglaments de l'Associació Republicana Militar, elaborats per l'alferes Miguel Pérez López (àlies Siffler), el capità Antonio C. de Arias y Díez i el tinent Rafael Castilla, van ser enviats a Manuel Ruiz Zorrilla a l'octubre de 1881 per a la seva aprovació. Ruiz Zorrilla es trobava exiliat a París des que el febrer de 1875 va ser expulsat d'Espanya pel govern de Cánovas del Castillo. Des de llavors, es va convertir en la principal referència dels republicans que defensaven els mitjans insurreccionals per derrocar la monarquia. Alguns dels impulsors de l'Associació Republicana Militar ja eren col·laboradors seus en els anys anteriors. No obstant això, alguns dels primers membres de l'ARM no eren seguidors seus, sinó de l'ex president de la I República Estanislau Figueras. D'altra banda, en les mateixes dates va haver-hi iniciatives similars en altres nuclis de l'Exèrcit, com la que va organitzar el coronel Arolas.
Ruiz Zorrilla va esperar uns mesos fins que va aprovar els reglaments i va permetre que l'associació pogués organitzar-se sota la seva autoritat. No tots els oficials vinculats als seus plans insurreccionals es van sumar al projecte, però malgrat tot l'Associació Republicana Militar va experimentar un important auge. Per als oficials i suboficials que en formaven part era important la referència del dirigent republicà, a qui seguien la major part dels comandaments que havien ascendit al costat del general Prim. A més, Zorrilla va posar a la disposició de l'ARM una infraestructura organitzativa que girava entorn de la redacció d' El Porvenir, òrgan del Partit Republicà Progressista. Si bé és cert que mai va destinar una gran quantitat de diners per facilitar l'activitat de l'ARM. Almenys, així ho va denunciar anys més tard el secretari de l'agrupació, Miguel Pérez Siffler.
L'Associació Republicana Militar partia del supòsit de separar la seva activitat de la dels conspiradors civils. Era un tret corporatiu que xocava amb les seves aspiracions de canvi polític per instaurar la democràcia per la força. Conforme als seus primers reglaments, aspirava a implantar la República, a eliminar el sistema de quintes, a promocionar als militars demòcrates que havien vist frenada la seva carrera durant la restauració i a corregir els desequilibris que existien entre les diferents armes de l'exèrcit, introduint per tots un sistema únic d'ascensos. Com a màxima autoritat, per sota de la de Ruiz Zorrilla com a cap de la Revolució, existia una Junta Central que va ocupar de manera gairebé contínua el brigadier Manuel Villacampa. Només per uns mesos el mariscal de camp Félix Ferrer y Mora va dirigir l'associació, amb Villacampa com a vicepresident.
L'important desenvolupament que va experimentar l'ARM durant 1882 va animar als seus dirigents a posar-la per primera vegada a prova. Els projectes fiscals del ministre d'Hisenda Camacho van provocar una onada de protestes, especialment greus a Catalunya, que facilitaven vincular l'acció dels civils a la dels militars. Els oficials, no obstant això, van rebutjar dur a terme una acció conjunta amb paisans, de manera que els plans es van suspendre durant uns mesos. La data del moviment insurreccional va quedar fixada pel cinc d'agost de 1883.
Encara que algunes fonts han donat per bones les xifres d'afiliats que calculava en aquest moment el republicà García Ladevese (uns 1.500), les llistes d'associats mostren que aleshores existia un nombre superior als 2.000 inscrits. Entre ells, figuraven els mariscals de camp Merelo, Ortiz, Ripoll, García Velarde, els brigadiers Díaz Berrio, Delamo, Villacampa, Gardín, Villavicencio, Carmona i López Guerrero i, segons altres fonts, també col·laboraven amb l'ARM els generals Safó, Crespo, Laso, Galvís, Araoz, Mariné i Ferrer. El moviment havia d'esclatar simultàniament en les guarnicions d'Alacant, Xàtiva, València, Castelló, Morella, Balears, Maó, Barcelona, Girona, Seu d'Urgell, Vilanova i la Geltrú, Tarragona, Reus, Saragossa, Calahorra, Logronyo, Santo Domingo de la Calzada, Ezcarai, Burgos, Santander, Santoña i Badajoz, així com altres punts secundaris com Ciudad Real, Villanueva de la Serena o Don Benito.
Tanmateix la rebel·lió es va ajornar fins al dia nou quan les ordres havien estat ja enviades a Badajoz, on els associats de l'ARM dirigits per Serafín Asensio-Vega y Muñoz van complir amb precisió les ordres. El resultat va ser l'avançament d'aquesta guarnició a totes les restants, el descobriment dels plans i el fracàs dels seus objectius. Malgrat tot, dies més tard es van rebel·lar tropes a la Seu d'Urgell i a Santo Domingo de la Calzada i es van organitzar algunes partides armades a Catalunya que van paralitzar les fàbriques d'Hostafrancs. El moviment va ser esclafat. Els revoltats de Badajoz i la Seu d'Urgell van poder refugiar-se a Portugal i França. Un soldat va matar per l'esquena al tinent Cebrián, capitost de la insurrecció de Santo Domingo de la Calzada. Quatre dels sergents que el seguien, membres de l'ARM, foren afusellats.

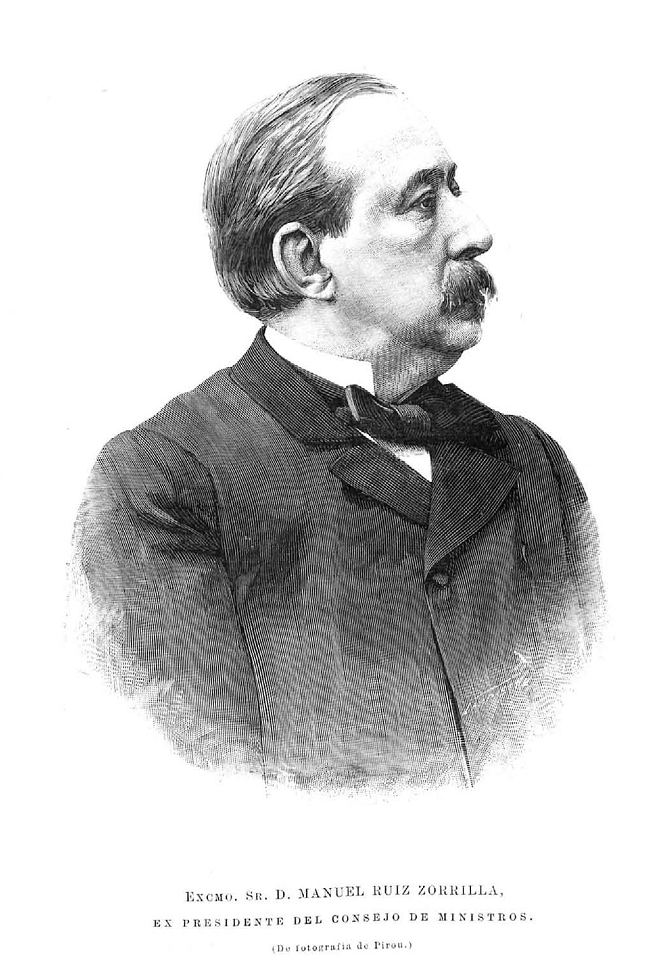
Manuel Ruiz Zorrilla, "Cap de la Revolució" conforme als reglaments de l'ARM, pel 1880.

## 1884-1886. L'organització de l'Associació Revolucionària Militar i la revolta de Villacampa
Després del fracàs de la revolta d'agost de 1883, el ministre Segismundo Moret va aconseguir contactar al secretari de l'Associació Republicana Militar, Miguel Pérez, que es trobava a Ginebra, en l'exili, al costat de Ruiz Zorrilla. L'ex alferes va accedir a vendre informació al govern. No va aconseguir, en canvi, fer-los arribar les llistes d'afiliats, que guardava el propi Zorrilla. D'acord amb el govern, va redactar un pamflet en el qual explicava una versió deliberadament inexacta de l'organització de l'ARM que pretenia ensorrar la reputació de Ruiz Zorrilla i dels seus col·laboradors més propers. El text va ser reproduït també per la premsa de tots els matisos. Però el seu resultat va ser contradictori, en gran manera perquè revelava que una associació militar clandestina podia organitzar-se sense que ningú se n'adonés fins a aconseguir xifres d'afiliats sorprenentment altes. Es revelaven algunes claus perquè les autoritats desactivessin l'organització, però alhora demostrava que el seu èxit era possible. De fet, les xifres de venda d'El Porvenir, el periòdic de Ruiz Zorrilla, es van disparar des d'aquestes dates. L'Associació Republicana Militar, per la seva banda, no va deixar de créixer.
A la fi de 1883 l'ARM tenia nous quadres i es va dotar d'un reglament en el qual es fonia amb una altra associació secreta de naturalesa similar. Es tractava d'una organització de militars vinculats al Partit Republicà Federal creada aproximadament en les mateixes dates pel general Fernando Pierrad Alcedar. L'Associació Republicana Militar va passar a cridar-se Associació Revolucionària Militar i reflectia, en l'àmbit de l'Exèrcit, la unió política que poc més tard es va produir entre les diferents forces republicanes per oposar-se a la monarquia. Els seus objectius eren aproximadament els mateixos que en el reglament de 1881, però el 1886 estava vinculada no només al lideratge de Ruiz Zorrilla, reconegut com el "Cap de la Revolució", sinó a una Junta Directiva civil en la qual hi figuraven Nicolás Salmerón, Bernardo Portuondo, Pi i Margall, Josep Rubau Donadeu i Corcellés i altres dirigents demòcrates.
El creixement de l'associació no va ajudar a millorar la funcionalitat d'una associació plena d'infiltrats i delators. Així, el govern va poder avançar-se al moviment insurreccional d'abril de 1884, en el qual va morir el capità Higinio Mangado Morales, home de confiança de Ruiz Zorrilla i membre de l'ARM. Així mateix, van ser afusellats dos oficials, Ramón Ferrández i Manuel Bellés, pertanyents a la mateixa organització i compromesos en els plans, encara que en realitat no van arribar a revoltar-se. Igualment, les autoritats van aconseguir desactivar els plans dels intents previstos pel 1885.
Al març de 1886 els líders dels partits republicans progressista i federal van tancar les bases d'una Coalició Republicana. En el seu si es va organitzar també un Centre de Conciliació Revolucionària en el qual figuraven Pi i Margall, Salmerón, Portuondo, el marquès de Santa Marta, Francisco de Paula Montemar i altres dirigents. Aquest centre, concertat amb Ruiz Zorrilla, va ser l'eix de l'última revolta de l'Associació Republicana Militar. Villacampa, cap militar de l'ARM, tenia poders dels anteriors per fixar la data de l'intent. Es va indicar en primer lloc el 25 d'agost i havia d'esclatar a Madrid, Ferrol, La Corunya, Valladolid, Barcelona, Santander, entre altres places. Generals com Mariné i Moreno del Cristo es van traslladar a diferents punts. Però algunes desavinences en el Ceptre de Conciliació Revolucionària van forçar l'endarreriment dels plans. Les dilacions van facilitar que el Govern seguís el fil de la conspiració i la precipités per fer-la fracassar.
Els nous plans preveien un moviment iniciat per les guarnicions de Madrid amb els batallons de d'Albuera, Garellano i Balears, al comandament de Villacampa. La rebel·lió havia de ser secundada pel general Merelo al capdavant de les forces compromeses a Alcalá de Henares, Carabanchel i Leganés. Tanmateix algunes fonts indiquen que la prefectura militar, si el moviment esclatava amb força suficient, li corresponia al general Salamanca. Originalment, els plans comptaven amb una acció concertada entre civils i militars. S'havia organitzat un grup d'espionatge encapçalat per Patricio Calleja per controlar el moviment de les autoritats, i s'esperava prendre els ministeris de Governació i de la Guerra per impedir la resposta del govern. Tot això va ser impossible a causa de la precipitació de Villacampa. Molts dels implicats van assenyalar dos dels dirigents militars de la rebel·lió, l'ex coronel Ubaldo Romero Quiñones i el capità Ariza, de tenir connivències amb les autoritats i d'haver pressionat al cap de l'ARM per avançar els plans fent impossible l'èxit. Encara que va sortir una part de la força compromesa a Madrid, al comandament d'oficials com el capità Carlos Casero, membre de l'ARM o el comandant Emilio Prieto y Villareal, que no en formava part, les tropes d'Alcalá de Henares no van respondre. Tampoc la caserna d'Artilleria, que havien de revoltar Ariza i Quiñones. Els que van poder, com Prieto i Casero, van fugir a França. Villacampa va ser capturat prop de Morata de Tajuña. Condemnat a mort, la seva sentència va ser commutada per pena de presó a Fernando Poo i, més tard, a Melilla, on va morir al febrer de 1889.
En els anys següents, els intents insurreccionals del republicanisme no van deixar de minvar. Encara que l'ARM formalment no va desaparèixer, va anar descomponent-se i les seves llistes van passar a convertir-se en una guia orientativa per a dirigents com García Ladevese, Josep Maria Esquerdo i Zaragoza o Alejandro Lerroux.